# Umbonia crassicornis
Umbonia crassicornis är en insektsart som beskrevs av Charles Jean-Baptiste Amyot och Jean Guillaume Audinet Serville 1843. Umbonia crassicornis ingår i släktet Umbonia och familjen hornstritar. Inga underarter finns listade i Catalogue of Life.